# Сергіївська сільська територіальна громада
Сергіївська сільська об'єднана територіальна громада — об'єднана територіальна громада в Україні, в Миргородському районі Полтавської області. Адміністративний центр — село Сергіївка.
Площа громади — 167,62 км², населення — 2884 мешканці (2018).
Утворена 21 липня 2016 року шляхом об'єднання Качанівської, Розбишівської та Сергіївської сільських рад Гадяцького району.

## Населені пункти
До складу громади входять 13 сіл: Веселе, Вечірчине, Вирішальне, Дачне, Калинівщина, Качанове, Крамарщина, Лободине, Новоселівка, Розбишівка, Сергіївка, Степове та Чернече.